# 소용없어 거짓말
《소용없어 거짓말》은 2023년 7월 31일부터 2023년 9월 19일까지 방영된 tvN 월화 드라마다.

## 기획의도
거짓말이 들리는 능력 때문에 사람을 믿지 못하는 여자가 누구도 결백을 믿어주지 않는 살인 용의자와 얽히며 진실을 파헤치는 미스터리 로맨스 드라마

## 제작진

### 제작사
- 빅오션이엔엠

### 제작
- 신인수
- 황동섭

### 극본
- 서정은 : SBS 주간 드라마 《너의 밤이 되어줄게》(집필), KBS 2TV 월화 드라마 《막판 로맨스》(집필)

### 연출
- 남성우 : MBC 주말 드라마 《반짝반짝 빛나는》(조연출), MBC 월화 드라마 《기황후》(조연출), MBC 수목 드라마 《그녀는 예뻤다》(조연출), MBC 수목 드라마 《역도요정 김복주》(연출), tvN 월화 드라마 《이번 생은 처음이라》(연출), tvN 월화 드라마 《백일의 낭군님》(연출), OCN 《킬잇》(연출), MBC 수목 드라마 《꼰대인턴》(연출), tvN 수목 드라마 《간 떨어지는 동거》(연출), tvN 수목 드라마 《월수금화목토》(연출) 연출
- 노영섭 : MBC 주말 특별 기획 드라마 《돈꽃》(공동 연출), MBC 주말 특별 기획 드라마 《이별이 떠났다》(공동 연출) 연출

## 등장인물

### 주요 인물
- 김소현 : 목솔희 (여, 27세) 역 - 라이어 헌터

거짓말 목소리를 구별하는 선천적인 능력 탓에 세상은 착한 사람과 나쁜 사람이 아닌, 속이는 사람과 속는 사람으로 굴러간다는 걸 일찌감치 깨달았다.
이런 능력을 세상에 오직 저 혼자 가지고 있다는 사실에 우쭐하던 것도 잠시, 서서히 깨달았다. 이건 초능력이 아니라 저주임을. 누구도 온전히 믿을 수 없는 저주. 웃으며 뒤통수를 맞아야 하는 저주. 남들이 웃을 때 웃지 못하다가 결국 외로워질 수밖에 없는 저주. 기왕 이렇게 된 거, 이 저주를 최대한 효과적으로 써먹기라도 하자 싶어 검사나 경찰이 되어야겠다는 생각도 잠시 했다. 하지만 공부에 소질도 없고, 가난한 집안 살림에 돈벌이는 한시가 급했다. 결국 친구들이 문과 이과를 고민하던 때, 진실의 신령님을 모시는 무당으로 진로를 결정했다.
일명 ‘라이어 헌터’.
녹음본이나 전화 통화로는 거짓말이 들리지 않는다는 한계 때문에 거짓말을 직접 듣기 위해 출장을 다니며 팔자에 없던 재벌가 자제도 됐다가, 국회 출입 기자도 됐다가, 정장 차려입은 면접관이 되기도 한다. 용하다고 알음알음 소문나서 타로카페로 위장해놓은 상담소 앞에는 의뢰인들이 타고 온 최고급 세단이 끊이지 않는다.
그러던 와중에 마스크로 얼굴을 꽁꽁 가린 수상한 남자가 옆집에 이사 온다. 입만 열면 거짓말이 줄줄 쏟아질 거라 예상했건만 신기하게도 거짓말은 안 한다. 그렇게 이 수상한 남자의 첫 번째 거짓말을 기다리다가 저도 모르게 점점 마음을 열게 되는데...
- 황민현 : 김도하 (남, 29세) / 김승주 역 - 작곡가

현재 국내 저작권료 수입 1위의 잘 나가는 작곡가.
하지만 5년 전, 살인용의자가 되어 세간을 떠들썩하게 했던 과거가 있다. 결국 무혐의로 풀려났지만 세상은 그에게 사형선고를 내렸다. TV에서는 그를 살인자로 몰아가는 동창 녀석의 인터뷰가 흘러나왔고, 인터넷에서는 살인자 신상이라며 졸업사진이 떠돌아다녔다. 동네 시장바닥에서 난데없이 몰매를 맞고 쫓기듯 이사를 갔지만, 그 후 마스크로 얼굴을 가려야만 외출을 할 수 있게 됐고, 밤에는 악몽에 제대로 잠을 이루지 못했다.
이대로 다시는 세상 밖에 나올 수 없을 것 같았는데, 음악에 소질이 있었던 덕에 대중음악 작곡으로 3년 만에 어마어마한 돈을 벌었다. 이제는 서울 전망이 훤히 내려다보이는 펜트하우스에서 사는, 누가 봐도 성공한 인생이다. 비록 여전히 대인기피증과 불면증에 시달리고 있지만.
어떠한 사건으로 요새와 같던 자신의 집에서 다시 도망치는 신세가 되고 말았다. 연서동의 어느 다가구 주택으로. 그곳에 사는 옆집 여자가 마음에 걸린다. 자신의 정체를 다 알지만 모른 척 해주는 것 같고, 촉이 좋은 건지 남들 다 속을 때 혼자 속지도 않는다. 그저 마주치지 않는 게 상책이다. 피하고 도망쳐 보지만 어느 순간 이 여자 앞에서는 아무 소용 없음을 깨닫게 된다.
- 서지훈 : 이강민 (남, 31세) 역 - 형사

도움이 필요한 사람을 그냥 지나치지 못하는 천생 경찰
그런 따뜻한 심성 때문일까. 세상 사람을 적으로 보듯 날이 서 있는 솔희에게 상처도 많고 사랑도 많다는 것을 금방 눈치챘다. 아빠의 부재, 사고 치는 엄마의 뒤치다꺼리를 하느라 일찍 철이 든 탓이라 생각하면 짠했다. 그래서 빨리 좋은 가족이 되어주고 싶었다.
하지만 인생은 생각대로 흘러가지 않았다. 솔희 입에서 헤어지자는 말이 나왔다. “오빠 거짓말... 다 들려.” 그 이상한 말이 마지막이었다. 멀어지는 솔희를 보면서도 이건 헤어지는 게 아니라 그냥 잠시 떨어져 있는 거다, 우리 사랑이 이렇게 쉽게 끝날 리가 없다고 믿으며 버텼다.
연서경찰서에 배치되어 솔희를 다시 만난 건 우연이 아니었다. 처음부터 욕심낸 건 아니고 그저 멀리서 얼굴이라도 보고 싶다는 생각이었는데 막상 다시 만나니 3년의 공백이 무색하게 심장이 쿵쾅거린다.
- 이시우 : 샤온(사지온) (여, 24세) 역 - 가수

고등학교 졸업을 앞두고 나간 동네 노래자랑에서 득찬의 눈에 띄어 J엔터에 들어온 본투비 연예인.

섬세한 감성 표현, 청중을 집중시키는 타고난 목소리와 매력으로 한국 가요계의 독보적인 존재로 자리 잡는 데 성공했다. 남다른 팬 사랑에, 일에 있어서만큼은 프로정신도 투철해 업계에서 소문도 좋은데 이상하게 도하 문제만 얽히면 정신줄을 놓는다. 자신에게 딱 맞는 노래를 만들어주는 도하가 소울메이트로 느껴졌다. 피아노 연주가 잘 어울리는 도하의 긴 손가락도 좋고, 종일 집에 있어서인지 자외선 한번 구경 못한 것 같은 흰 피부도 좋고, 과묵해서 가끔 들을 수 있는 귀한 목소리도 좋고, 사람들의 시선을 두려워하는 약한 모습조차도 귀여워서 좋고... 그냥 다 좋다! 어차피 나 말고는 알고 지내는 여자 하나 없으니 5년이 걸리든, 10년이 걸리든 결국엔 해피엔딩이 될 거라고 확신한다. 우리는 운명이고, 이미 음악으로 우리의 영혼은 뜨겁게 교류하고 있으니까.

### J 엔터테인먼트 사람들
- 윤지온 : 조득찬 (남, 31세) 역 - J엔터테인먼트 대표

도하와 샤온이 속해있는 J엔터테인먼트의 대표이자 도하의 친한형, 학천에서 알아주는 사업가 집안의 장남. 재찬의 형.
부모에게 돈뿐 아니라 사업가적 기질, 사람 다루는 리더십을 물려받은 덕에 큰 어려움 없이 국내 굴지의 엔터테인먼트 기업을 일구었다. 물론 거기에는 히트곡을 만들어준 도하와 끼 넘치는 샤온의 역할이 컸다. 도하와의 인연은 여러모로 각별하다. 코찔찔이 때부터 매일 어울려 논 덕에 동네 친구들은 득찬의 친동생은 재찬이 아니라 도하라고 착각하기도 할 정도였다. 대학진학을 한 후에는 서울에서 함께 타지생활을 하며 더욱 각별해졌다. 어디 그뿐인가 시기가 맞아떨어져 도하와 군대까지 동반 입대했으니 도하에 대해서는 가족보다도, 어쩌면 도하 자신보다도 더 잘 알고 있다고 자신한다. 이런 도하가 엄지 사건 후 칩거하며 폐인처럼 살자 작곡과 전공을 살려 대중음악을 해보라며 끊임없이 권유했고, 결국 샤온의 전담 작곡가로 성공시켰다. 서로에게 은인이 되어준 셈.
속도위반으로 결혼했지만 단란한 가정도 있고, 회사도 안정적으로 굴러가는데 딱 하나, 사업해보겠다며 일 저지르는 동생 재찬이 그의 유일한 골칫거리다.
- 남현우 : 조재찬 (남, 29세) 역 - J엔터테인먼트 기획실장

득찬의 남동생
공부 잘하고, 성격 좋고, 인기도 많은 형이 늘 1순위였던 집안 분위기 속에서 기죽고 살았다. 그래서 그는 좀 다른 방법으로 관심을 받으려 애썼다. 교실 맨 뒷자리에 앉아 잠만 퍼질러 자는 문제아. 술, 담배는 기본. 친구들 괴롭히는 양아치 짓 하며 학창시절을 보냈다. 성인이 된 후에는 부모에게 손 벌려 와인바, 이탈리안 레스토랑, 카페... 유행에 맞춰 있어 보이는 가게를 차려봤지만 줄줄이 말아먹었다.
잘 나가는 형이 인간답게 살아보라며 서울로 불러 J엔터의 기획실장이라는 자리까지 내줬지만 제대로 출근도 하지 않고 돈만 받아가는 월급 루팡. 사업에 대한 미련을 버리지 못해 최근 수제버거집을 차렸는데 또다시 파리만 날리자 속이 쓰린다. 형을 미워하고 질투하면서도 한편으로는 선망하고 동경한다. 형 앞에 있으면 꼬리 내린 강아지처럼 온순하지만 만만한 사람 앞에서는 기세등등 소싯적 양아치 짓 튀어나온다. 그 중 가장 만만한 상대는 바로 도하다. 5년 전 그 사건 이후로 도하의 약점을 꽉 쥐고 있기 때문이다.
- 송진우 : 박무진 (남, 42세) 역 - J엔터 이사 겸 작곡가

J엔터테인먼트 이사이자 작곡가, 자칭 김도하의 라이벌.
샤온에게 수많은 곡을 제안해봤지만 결국 샤온이 고르는 건 항상 김도하의 곡이었다. 어쩌다 도하의 곡과 붙어 나란히 1위 후보에 오르면 항상 1위 자리를 빼앗기고, 그토록 염원했던 최고의 작곡가상 수상도 도하에게 빼앗기니 무슨 여고괴담 만년 2등 마냥 열등감에 휩싸일 수밖에.
도하를 싫어하지만 알고 보면 도하의 음악을 제일 열심히 듣는 사람이다. 미친 듯이 듣고, 분석하고, 곱씹다가 감탄하고 경멸한다. ‘미친놈. 왜 이렇게 잘 만들어?’ ‘이 새끼 이거 어디서 표절해 온 거 아니야??’ 도하를 만나면 묻고 싶은 게 많다. 어떻게 이렇게 쓴 거냐고, 어디서 영감을 얻고, 레퍼런스를 찾냐고. 내 곡은 어떻게 생각하냐고, 나처럼 너도 날 라이벌로 생각하냐고.

### 솔희의 주변 인물
- 하종우 : 백치훈 (남, 26세) 역 - 솔희의 경호원

솔희의 경호원이자 운전기사

해맑은 미소가 보기만 해도 미소를 짓게 한다. 뇌는 더 해맑다. 이름에서 알 수 있듯이 백치미가 넘쳐 흐른다. “영화 ‘사도’에서 사도세자가 죽는다고요?? 아씨, 아직 안 봤는데 스포 하지 마세욧!” 그렇다고 매사 백치미가 흐르는 건 아니다. 탄탄한 팔뚝, 키 190에 육박하는 피지컬. 맡은 바 임무는 성실하게 수행하며 절대 허술한 모습을 보이지 않는 프로.
샤온의 열혈 팬이라 원래의 꿈은 샤온의 경호원이 되는 것이었다. 하지만 인생사 어디 뜻대로 되나. 어쩌다 보니 솔희의 경호원이 됐고, 어쩌다 보니 경호보다는 운전을 더 많이 하게 됐다. 이러려고 경호학과를 나왔나 자괴감을 느낄 때도 있지만 솔희의 사업이 확대되는 것을 지켜보며 뿌듯한 순간도 있었고, 라이어헌터를 모신다는 나름의 자부심도 있다. 이제는 솔희가 친누나처럼 편하다.
- 박경혜 : 카산드라 (여, 27세) 역 - 타로술사 겸 바리스타

솔희가 운영하는 타로카페의 알바생. 본명은 윤예슬.
똘똘하고 야무지다. 인생사 노력해도 계획대로 되지 않는다는 진리를 일찍 깨닫고 운명론과 허무주의에 빠져 잘 다니던 명문대를 자퇴했다. 사주와 타로, 명리학을 독학하다가 일하게 된 곳이 바로 솔희의 타로카페. 진실의 신을 모신다는데 아무리 생각해도 그런 신은 처음이었다. 솔희의 능력을 살짝 의심하던 순간도 있었지만 곁에서 지켜보며 찐임을 인정. 동갑이지만 존댓말 써가며 깍듯이 모시게 됐다.
솔희가 출장으로 자리를 자주 비우니 타로카페의 실질적인 안방마님이나 다름없다. VIP손님의 예약접수, 솔희의 스케줄 관리는 물론 일반 손님들의 타로점도 봐주고 커피도 내리고... 몸이 열 개여도 모자란 와중에 솔희의 미묘한 감정 변화까지 빠르게 읽어낸다. 어쩌면 솔희보다 그녀가 더 무당에 어울리는지도 모른다.
- 진경 : 차향숙 (여, 50세) 역 - 솔희의 어머니, 태섭의 아내.

어렸을 때부터 예쁘다는 소리 질리도록 들으며 자랐다. 예쁘니 돈 많은 남자 만나 시집만 잘가면 된다고 주변에서는 늘 그렇게 말했다. 부잣집 잘생긴 도련님 태섭과 연애하며 결혼 이야기가 오갈 때만 해도 그 말은 실현되는 것 같았다.
하지만 갑작스러운 부도로 태섭의 집안은 풍비박산 났고, 왕자님같던 태섭은 순식간에 거지꼴이 됐다. 하지만 그 정도로 태섭을 버리기엔 그녀는 너무 어렸고 뜨거웠다. 그깟 돈 좀 없어도 된다며 시작한 결혼 생활은 고생의 연속이었다. 없는 살림에 덜컥 솔희까지 갖게 되자 고민이 커졌다. 물려줄 숟가락은 없으니 내 뱃속에 있는 이 아이는 기가 막힌 재능을 타고 나게 해달라고, 평생 먹고 살 숟가락 쥐고 태어나 나도 그 숟가락 덕 좀 보게 해달라고. 빌고 또 빌었다. 솔희가 거짓말을 듣는 능력이 있다는 걸 알았을 때, 이걸 어떻게 써먹을 수 있을까 행복한 고민을 했었다.
하지만 그 능력이 비수가 되어 등에 칼을 꽂을 줄이야. 더 망가질 게 뭐 있나 싶어 태섭에게 이혼을 요구하고 고삐 풀린 망아지처럼 막 살기로 했다. 그렇게 때로는 퇴직한 승무원, 어린이집 원장, 대학병원 의사, 지방대 교수 흉내를 내며 남자들 주머니 탈탈 터는 데 소질을 발휘하는 중이다.
- 안내상 : 목태섭 (남, 53세) 역 - 자연인, 솔희의 아버지. 향숙의 남편.

유복한 집에서 외동아들로 자랐다. 하지만 갑작스러운 부도로 순식간에 빚더미에 앉게 됐고, 결혼은 먼 이야기가 되어버렸다. 괜찮다며 끝까지 가보자는 향숙의 말에 태섭은 맹세했다. 죽을 때까지 이 여자를 사랑하고 책임지겠다고.
할 수 있는 건 다 했지만 손에 물 한번 묻히지 않고 살아왔던 탓인지 오래 하지는 못했다. 때로는 쫓겨났고, 때로는 스스로 그만뒀다. 그렇게 살다가 어느 순간 돌아보니 향숙은 사기꾼이 되어있었고, 사랑하는 딸은 제 엄마를 경찰에 꼰지른 불효녀가 되어있었다. 그때까지만 해도 향숙과 결혼하며 했던 맹세에는 변함이 없었는데... 향숙이 다른 남자를 만나는 것을 알았을 때, 그 맹세는 무너졌다. 향숙에게 더 이상 줄 수 있는 게 없음을 깨닫고 순순히 이혼 도장을 찍어줬다.
충격으로 산속 깊은 곳에서 자연인으로 살아가며 세상과 담을 쌓았다. 가끔씩 솔희에게 편지로 안부를 전하는 것이 소통의 전부다.

### 도하의 주변 인물
- 서정연 : 정연미 (여, 50대) 역 - 국회의원

도하의 어머니, 학천 토박이. 학천 유지의 딸.
도하의 엄마. 세련되고 고상한 이미지를 풍기지만 그 속에는 권력욕이 가득하다. 교통사고로 남편을 잃고 홀로 도하를 키웠다. 그때 도하 나이 10살이었다. 학천 토박이. 학천 유지의 딸로 부유하게 자랐고 서울에서 대학을 졸업한 후, 학천 시장이 될 요량으로 다시 학천에 돌아와 결혼했다.
남편을 잃은 비극을 싱글맘 이미지 메이킹에 활용했고, 도하가 서울대에 진학하자 아이를 성공적으로 키운 엄마로 이미지로 교육감 후보가 됐다. 하지만 아들이 살인용의자가 되자 프로필에서 엄마라는 이름을 지웠다. 도하는 내가 죽였다고 말했다가 내가 아니라고 말했다가, 어떤 날은 아무런 말도 안 하고 입을 다물었다. 뭐가 진실인지 알 수 없었다. 두려웠다. 내 아들이 살인자일 수도 있다는 게 두렵고, 아들 때문에 지금껏 쌓아온 정치 인생이 끝날까 봐 두려웠다.
가지고 있던 인맥을 총동원해서 사건을 황급히 마무리 지었다. 그 후 대외적으로 도하는 독일에서 유학 중인 걸로 해뒀다. 이런 이유로 작곡가 김도하의 정체가 드러나지 않길 바라는 건 그녀 역시 마찬가지다.
- 권동호 : 최엄호 (남, 35세) 역 - 엄지의 오빠

입이 걸고 행동도 거칠지만 총명하고 예리한 눈빛을 가지고 있다. 정황상 도하가 엄지 사건의 범인일거라고 확신했기에 무혐의로 풀려난 도하의 등에 칼을 꽂았다. 살인미수로 감방에서 살고 나온 뒤에도 엄지의 실종 사건에만 매달렸다. 경찰청 앞에서 경찰의 수사를 촉구하는 1인 시위도 했다가, 신분증을 위조해 형사 행세 하고 다니며 엄지의 사건을 파헤치기도 했다.
불우한 가정환경에서 엄지는 여동생 그 이상이었다. 딸 같기도 했고 때론 엄마 같기도 했다. 그토록 애틋한 동생이라 5년이 넘은 지금까지도 도하를 용서할 수 없다. 도하는 거짓말 탐지기 진술을 거부했고, 도하의 엄마는 자신의 권력으로 사건을 급히 마무리시켰으니까. 이제 그의 목표는 오직 엄지를 찾는 것, 도하를 죽여 복수하는 것. 그 두가지 뿐이다.
- 서현철 : 장중규 (남, 50대 초반) 역 - 라이브 재즈바 '오아시스 운영'

오아시스 라이브 재즈 바의 사장이자 드러머.
4년 전, 위태로워 보이는 도하를 발견하고 무작정 가게로 끌고 와 앉힌 것이 인연의 시작이었다. 그 후 도하는 가끔 오아시스에 찾아와 음악을 듣고 갔다. 피아노 세션이 그만둬 고민이라고 하자 자신이 쳐보겠다고 하면서 한 가지 조건을 달았다. 선글라스든 마스크든 얼굴을 가리고 연주하겠다는 조건. 연주 1분 만에 취미로 배운 솜씨가 아님을 단번에 알아차렸고 뭔 일을 하는지, 피아노는 어디서 배운 건지 궁금했지만 아무것도 묻지 않았다.
제 입으로 말해준 건 김씨 성 뿐이라 김군으로 부른다. 확실한 건 피아노를 칠 때 행복해 보인다는 것. 어쩌면 이곳이 김군의 진짜 ‘오아시스’일지도 모르겠다.

### 연서동 사람들
- 조진세 : 소보로 (남, 34세) 역 - 연서 베이커리 사장

내 욕하는 건 참아도 내 빵이 욕먹는 건 못 참는다. ‘매력 하나도 없으시네요.’ 보다 ‘빵이 맛이 없네요.’가 더 화난다.
그에게는 누구에게도 말 못할 두 가지 비밀이 있는데 첫째는 이 나이 되도록 모쏠이라는 것, 둘째는 결혼정보회사의 장기 회원이라는 것이다. 소심한 성격에 자신감도 부족해서 여자 앞에서는 말도 제대로 못하지만, 빵에 있어서만큼은 도전정신 충만하고 자부심도 넘친다. 여자는 없어도 자식처럼 키운 빵들이 있으니 내 인생도 제법 괜찮다 싶다.
- 김원훈 : 오오백 (남, 34세) 역 - 부어부어 사장

연서동 골목길의 수제맥주 집, 부어부어의 사장.
화장품, 향수, 명품 같은 것들에 빠삭한 그루밍족으로 집 앞 편의점을 가더라도 전신 거울 앞에서 30분은 서성거린다. 이렇게 자신을 꾸미게 하는 원동력은 역시 여자. 유튜브에는 ‘여자 꼬시는 법’에 대한 구독 채널이 한 가득이고, 예쁜 여자라면 자다가도 벌떡 일어나 플러팅을 날린다. ‘오빠가~’ 요즘 여자들이 싫어하는 3인칭 오빠 화법을 여전히 애용하면서도 세상 어떤 여자든 마음만 먹으면 꼬실 수 있다고 굳게 믿고 있다.
이 모든 것이 통하지 않는 딱 한 명의 여자가 있다. 샐러드 가게 사장, 초록.
- 엄지윤 : 황초록 (여, 30세) 역 - 초록 샐러드 사장

솔희의 타로카페 근처에 위치한 샐러드 가게 사장.
솔직하다. 하지만 지나치게 솔직하다. 말에 필터링이 없어 본의 아니게 ‘팩폭’을 시전하는 것이 일상. 신나서 떠들 때는 모르다가 주변 분위기가 싸해지면 그제야 서서히 눈치챈다. 혹시 지금 이 분위기 내 탓? 나 방금 무슨 말 했더라...? 그만큼 음흉한 구석 없고, 남 뒤통수 칠 일 없는 단순한 성격.
팔고 남은 샐러드 꾸역꾸역 먹으며 이렇게 다이어트하면 뭐하나... 하루 빨리 나만 바라봐 주는 착한 남자 만나 찐하게 연애하고 싶다.

### 그 외 인물
- 백승도 : 에단 역
- 서재우 : 이영재 역
- 송지현 : 최엄지 역
- 손상경 : 곽 형사 역
- 백민현 : 오 기자 역
- 유문치 : 나 기자 역
- 박준수 : 황낙준 순경 역
- 곽희주 : 양지혁 역
- 윤상호 : 최용국 역
- 미상 : 흑곰파 조직원 역

### 특별출연
- 김선영 : 최지혜 역
- 이태선 : 장지훈 역
- 정규수
- 김기천
- 고건한
- 한지은
- 선우용여

## 시청률
최저 시청률과 최고 시청률은 시청률 조사회사와 지역별로 시청률에 차이가 있을 수 있습니다.
| 2023년 | 2023년   | 2023년         | 2023년       | 2023년 |
| 회차   | 방송일   | 닐슨 시청률    | 닐슨 시청률  |        |
| 회차   | 방송일   | 대한민국(전국) | 서울(수도권) |        |
| ------ | -------- | -------------- | ------------ | ------ |
| 스페셜 | 7월 25일 | -              | -            |        |
| 제1회  | 7월 31일 | 2.589%         | 2.201%       |        |
| 제2회  | 8월 1일  | 3.008%         | 3.194%       |        |
| 제3회  | 8월 7일  | 2.832%         | 3.145%       |        |
| 제4회  | 8월 8일  | 2.884%         | 3.079%       |        |
| 제5회  | 8월 14일 | 3.017%         | 3.772%       |        |
| 제6회  | 8월 15일 | 3.446%         | 3.839%       |        |
| 제7회  | 8월 21일 | 2.863%         | 2.980%       |        |
| 제8회  | 8월 22일 | 2.879%         | 3.198%       |        |
| 제9회  | 8월 28일 | 2.351%         | 2.431%       |        |
| 제10회 | 8월 29일 | 2.832%         | 2.939%       |        |
| 제11회 | 9월 4일  | 2.355%         | 2.292%       |        |
| 제12회 | 9월 5일  | 3.194%         | 3.623%       |        |
| 제13회 | 9월 11일 | 2.958%         | 3.093%       |        |
| 제14회 | 9월 12일 | 2.889%         | 2.922%       |        |
| 제15회 | 9월 18일 | 3.406%         | 3.860%       |        |
| 제16회 | 9월 19일 | 3.440%         | 3.405%       |        |

## 같이 보기
- 대한민국의 텔레비전 드라마 목록 (ㅅ)
- 2023년 대한민국의 텔레비전 드라마 목록